# Pauanui
Pauanui (nome che in lingua māori significa "grande paua (abalone)") è una piccola località balneare situata sulla costa orientale della penisola di Coromandel sull'Isola del Nord della Nuova Zelanda. Si trova alla foce del fiume Tairua sulla sua riva sud, direttamente di fronte alla più grande città di Tairua. La popolazione era di 750 abitanti nel 2013 e 741 secondo il censimento del 2006, con un aumento di 42 unità dal 2001. 
I due insediamenti si trovano a 30 chilometri a est di Thames. Diverse isole giacciono al largo della foce del fiume, in particolare l'isola Slipper a sud-est e le isole Alderman a 20 chilometri verso est. 
L'area è una popolare destinazione turistica, con una popolazione stimata di vacanzieri di oltre 15 000. Pauanui è infatti conosciuta come la destinazione di vacanza delle élite neozelandesi. 
L'insediamento ha una pista di atterraggio utilizzata dai piloti di aerei leggeri da diporto ed è noto per la pesca sportiva, le immersioni, il surf e la sua celebre spiaggia.